# Amblyseius krantzi
Amblyseius krantzi är en spindeldjursart som först beskrevs av Chant 1959.  Amblyseius krantzi ingår i släktet Amblyseius och familjen Phytoseiidae. Inga underarter finns listade i Catalogue of Life.